# Cauchy (cratère)
Pour les articles homonymes, voir Cauchy.
Cauchy est un cratère lunaire situé sur la face visible de la Lune. Il se trouve au nord-est de la Mare Tranquillitatis. Il est de forme circulaire et symétrique, avec une petite élévation intérieur au milieu des parois inclinées intérieures. En raison de la grande albédo de cette formation en forme de bol, le cratère Cauchy est particulièrement visible à la pleine Lune. 
Juste au nord-est du bord du cratère, se prolonge une large rainure nommée Rima Cauchy, une faille de 210 kilomètres de long suivant une ligne nord-ouest. Au sud-ouest du cratère Cauchy, une longue falaise de 120 km apparaît à la surface de la Lune et porte le nom de Rupes Cauchy. Cette falaise est parallèle à la Rima Cauchy allant dans la direction nord-ouest. 
Au sud de Rupes Cauchy, il y a deux dômes lunaires désignés Omega (ω) Cauchy et Tau (τ) de Cauchy. Ils se trouvent au sud et sud-ouest de Cauchy respectivement. le dôme lunaire Omega (ω) Cauchy a un petit craterlet sur sa crête alors que Tau (τ) de Cauchy est dépourvu de cratère sommital. 
En 1935, l'Union astronomique internationale a donné le nom du mathématicien français Augustin Louis Cauchy à ce cratère lunaire.

## Cratères satellites

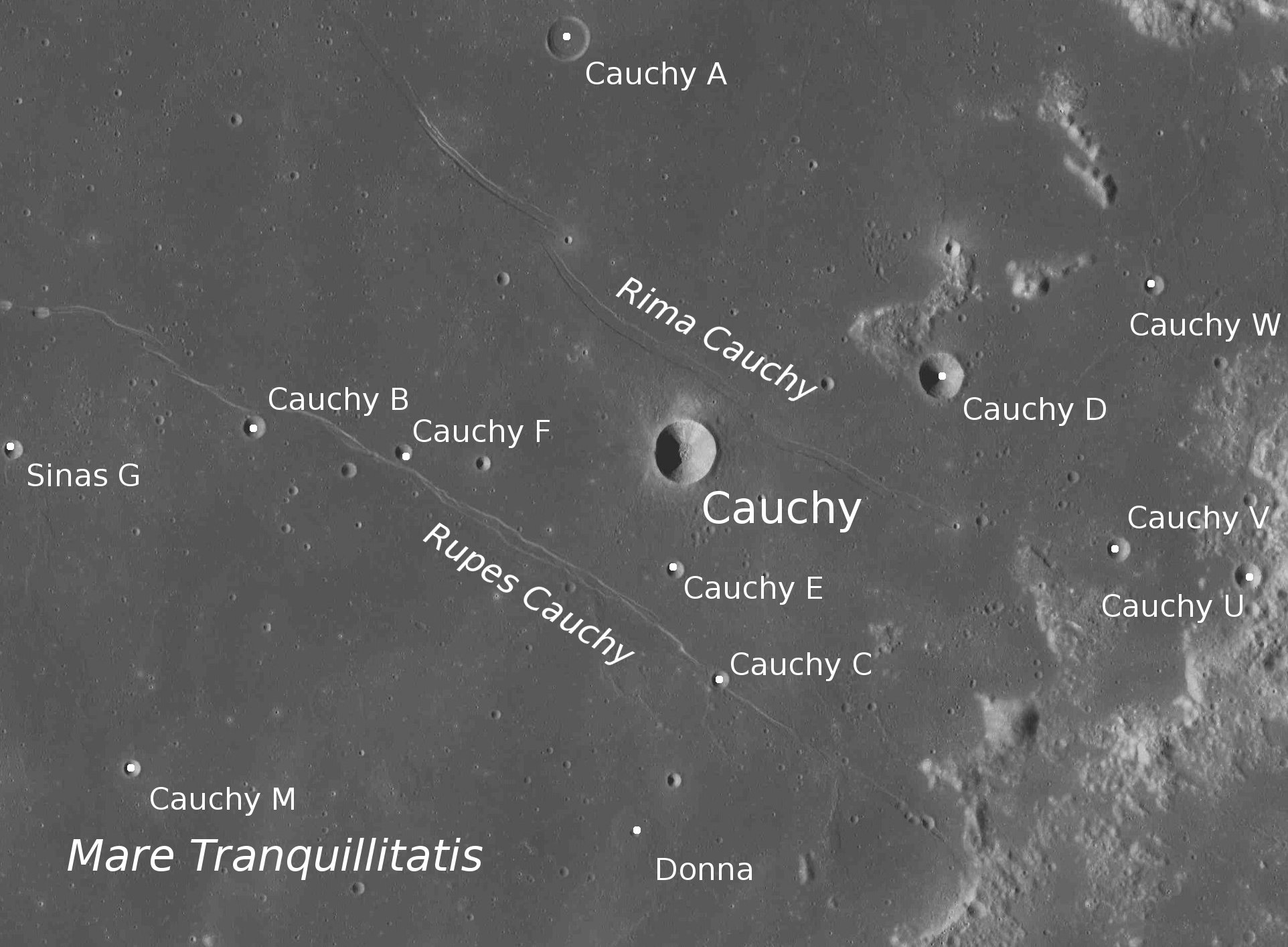
Carte des cratères satellites de Cauchy.

Par convention, les cratères satellites sont identifiés sur les cartes lunaires en plaçant la lettre sur le côté du point central du cratère qui est le plus proche de Cauchy.
| Cauchy | Latitude | Longitude | Diamètre |
| ------ | -------- | --------- | -------- |
| A      | 12.1° N  | 37.9° E   | 8 km     |
| B      | 9.8° N   | 35.8° E   | 6 km     |
| C      | 8.2° N   | 38.9° E   | 4 km     |
| D      | 10.0° N  | 40.3° E   | 9 km     |
| E      | 8.9° N   | 38.6° E   | 4 km     |
| F      | 9.6° N   | 36.8° E   | 4 km     |
| M      | 7.6° N   | 35.1° E   | 5 km     |
| U      | 8.8° N   | 42.3° E   | 5 km     |
| V      | 9.0° N   | 41.5° E   | 5 km     |
| W      | 10.6° N  | 41.6° E   | 4 km     |